# 2023 en Islande
Chronologie de l'Islande
- 2019
- 2020
- 2021
- 2022
- 2023
- 2024
- 2025
- 2026
- 2027

Cet article présente les faits marquants de l'année 2023 en Islande ou relatifs à l'Islande.

## Gouvernement
- Président : Guðni Th. Jóhannesson
- Premier ministre : Katrín Jakobsdóttir

## Événements

### Juin
- 20 juin : décision de suspension de la chasse à la baleine par le ministère de la Pêche et de l’Agriculture pour des raisons de droits des animaux[1].

### Juillet
- 4 juillet : l'institut météorologique déclare l'imminence d'une éruption volcanique après l'enregistrement de quelque 2 200 secousses à moins de quarante kilomètres de Reykjavik[2].

### Août
- 1er août : l'Islande ferme son ambassade à Moscou en raison du conflit en Ukraine, devenant le premier pays européen à prendre une telle mesure[3].

### Septembre
- 1er septembre : reprise de l'autorisation de la chasse à la baleine qui suscite la colère du directeur exécutif, Ruud Tombrock, de la Humane Society International (en)[4].

### Octobre
- 24 octobre : grève des Islandaises pour l'égalité des sexes et salariales.

### Novembre
- 10 novembre : les autorités décrètent l'évacuation de la ville de Grindavík en prévision de nouvelles éruptions volcaniques. La majorité des habitants quittent la ville le jour suivant.
- 20 novembre : le ministre des Affaires étrangères Bjarni Benediktsson est reçu par Maroš Šefčovič, vice-président exécutif de la Commission européenne chargé du pacte vert pour l'Europe, à Bruxelles.

### Décembre
- 18 décembre : l'éruption volcanique tant redouté, qui a motivé l'évacuation de la ville Grindavík  par les autorités, rentre en éruption sur une fissure de quatre kilomètres de long[5].

## Culture

### Cinéma
- 7 janvier : la réalisatrice gisela kaufmann du documentaire Fungi, Web of Life  utilise la voix de Björk comme narratrice dans son film[6].
- 19 mars : Edda Awards[7]
  - meilleur film : Les Belles Créatures (Berdreymi) de Guðmundur Arnar Guðmundsson
  - Meilleur documentaire : Velkominn Árni de Viktoría Hermannsdóttir
  - meilleur série télévisée : Blackport (en) (Verbúðin) de  Gísli Örn Garðarsson (en), Björn Hlynur Haraldsson and Mikael Torfason (en).

### Musique
- 26 septembre : Björk remporte le prix AIM Awards (en) de la « meilleure performance live » et du « Meilleur remix indépendant »

### Littérature
- 1er décembre : prix de littérature islandaise d'une œuvre de fiction pour Ból de Steinunn Sigurðardóttir, des publications générales spécialisées pour Samfélag eftir máli de Haraldur Sigurðsson et de littérature jeunesse pour Bannað að drepa de Gunnar Helgason.

## Décès
- 4 septembre : Guðbergur Bergsson, écrivain.
- 28 août : Alan Haworth, homme politique britannique mort en Islande.